# گالف‌پورت (فلوریدا)
گالف‌پورت (به انگلیسی: Gulfport) شهری در شهرستان پاینلاس ایالت فلوریدا است که در سال ۱۹۱۰ بنیان‌گذاری شده‌است. این شهر طبق سرشماری سال ۲۰۱۰ میلادی، ۱۲٬۰۲۹ نفر جمعیت داشته و مساحت آن نیز ۹٫۹ کیلومتر مربع است.